# Alexandre Samoïlovitch Figner
 (septembre 2014).
Alexandre Samoïlovitch Figner  (1787-1813) est un militaire russe, colonel connu comme saboteur, espion et partisan.

## Biographie
Après ses études à Petrischule, en 1802 il entre au 2e corps de cadets et en 1805 part avec l'escadre russe en Méditerranée, en passant par l'Italie où il apprend la langue.
Figner participe à la Guerre russo-turque de 1806-1812 dans l'armée Moldave et se distingue au siège de Ruschuka.
En 1812 Alexandre Figner est capitaine d'artillerie, après l'occupation de Moscou, il retourne sur ordre dans la ville comme éclaireur mais avec la mission secrète de tuer l'Empereur ce qu'il ne réussit pas à réaliser mais il ramène des renseignements au quartier général. Il change fréquemment de vêtements et organise des paysans pour harceler les troupes françaises, ce qui finit par le faire remarquer et sa tête est mise à prix. Avec Alexandre Seslavine, il réussit à reprendre des chariots de valeur venant de Moscou.
En 1813, Figner entre dans la ville de Dantzig habillé en Italien et tente de soulever les habitants contre les Français mais il est capturé et emprisonné. Il réussit quand même à mettre en confiance le général Rapp et celui-ci lui confie des lettres pour Napoléon qu'il apporte au commandement russe. Figner organise des déserteurs italiens et espagnols pour harceler les arrières et les lignes de communication. Capturé à Dessau, dos à l'Elbe par la cavalerie ennemie, il meurt noyé dans le fleuve.

## Descendants
Vera Figner et Nicolas Figner.

## Sources
- (ru) Cet article est partiellement ou en totalité issu de l’article de Wikipédia en russe intitulé « Александр Самойлович Фигнер » (voir la liste des auteurs).
- (ru) « Володин П. М. Партизан Александр Фигнер. »
- (ru) « Новые публикации о Фигнере А.С. »